# Loweswater
Il Loweswater è uno dei laghi più piccoli del Lake District inglese. Il villaggio di Loweswater è situato ad est del lago.

## Geografia
Il lago non è lontano da Cockermouth ed è facilmente raggiungibile anche da altre parti della Cumbria occidentale. Il gruppo di colline a sud di Loweswater è conosciuto come Loweswater Fells ed costituito da Mellbreak, Gavel Fell, Blake Fell, Hen Comb e Burnbank Fell. A nord del lago si trova la catena di Fellbarrow.
Il lago è insolito nello schema di drenaggio radiale del Lake District nel drenare verso il centro: il suo emissario, Dub Beck, diventa Park Beck e scorre a est o sud-est nell'estremità nord di Crummock Water, vicino a quella uscita del lago. Attraverso il fiume Cocker e il fiume Derwent, il contenuto del Loweswater alla fine raggiunge il mare a Workington.
Le immediate vicinanze del Loweswater sono costituite principalmente da dolci colline, in contrasto con le montagne rocciose che si trovano altrove nel Lake District National Park (sebbene Mellbreak, parte delle Loweswater Fells, sia ripida e scoscesa). Il Loweswater rimane relativamente incontaminato dal turismo ed è molto più tranquillo dei laghi vicini, Buttermere e Crummock Water. C'è, tuttavia, un popolare sentiero lungolago, che gira proprio intorno al lago. Il lato sud del lago è il sito di Holme Wood, una piccola foresta. All'interno di questa foresta si trova Holme Force, una cascata di grande bellezza, raramente visitata in quanto non si nota dal sentiero lungolago. Una strada segue il lato nord del lago, che collega la A5086 con la Lorton Vale.

## Sport e tempo libero
Il Loweswater è di proprietà del National Trust. Le barche a remi possono essere noleggiate per l'uso sul lago ma non è consentito l'uso della propria barca. Recentemente il National Trust ha lavorato molto sul lato nord del sentiero lungo il lago, abbattendo alberi per migliorare la vista sul lago.
Ogni anno il Loweswater è la sede dello spettacolo Loweswater, che presenta gli sport tradizionali della Cumbria e organizza gare con in palio prodotti degli agricoltori.